# SuperMelodrama
SuperMelodrama è il primo album della band statunitense DeVotchKa. Pubblicato nel 2000, contiene 13 tracce.

## Tracce
Testi e musiche di DeVotchKa, tranne dove indicato.
1. Danglin' Feet – 2:24
2. Devotchka! – 2:58
3. Gasoline Serpent – 3:03
4. Head Honcho – 3:11
5. Dark Eyes – 2:47 (Nick Urata)
6. Whiskey Breath – 2:45
7. Sunrise on Cicero – 3:14
8. Cuba Libra – 2:05
9. The Jaws of the World – 2:49
10. Life Is Short – 3:28
11. Tragedy – 3:31
12. Curse Your Little – 2:55
13. In the Tower – 2:28